# NGC 374
NGC 374 je galaxie v souhvězdí Ryb. Její zdánlivá jasnost je 13,5m a úhlová velikost 1,1′ × 0,5′. Je vzdálená 232 milionů světelných let, průměr má 75 000 světelných let. Je členem skupiny galaxií LGG 18, jejíž nejjasnější galaxií je NGC 452. Galaxii objevil 7. října 1861 Heinrich d’Arrest.